# U-735
Unterseeboot 735 foi um submarino alemão do Tipo VIIC, pertencente a Kriegsmarine que atuou durante a Segunda Guerra Mundial.
O U-735 esteve em operação entre os anos de 1942 e 1944, não realizando nenhuma patrulha neste período.
Foi afundado  durante um bombardeio da RAF às 19h21min do dia 28 de dezembro de 1944, deixando 39 mortos e um sobrevivente.

## Comandantes
| Comandante                | Data                                            |
| ------------------------- | ----------------------------------------------- |
| Oblt. Hans-Joachim Börner | 28 de dezembro de 1942 - 28 de dezembro de 1944 |

## Subordinação
Durante o seu tempo de serviço, esteve subordinado às seguintes flotilhas:
| Período                                      | Flotilha                                   |
| -------------------------------------------- | ------------------------------------------ |
| 28 de dezembro de 1942 - 31 de julho de 1944 | 8. Unterseebootsflottille (treinamento)    |
| 1 de agosto de 1944 - 28 de dezembro de 1944 | 11. Unterseebootsflottille (serviço ativo) |

## Coordenadas
1. ↑  em posição 59° 24' N 10° 28' E